# Sibine trimacula
Sibine trimacula är en fjärilsart som beskrevs av Jan Sepp 1848. Sibine trimacula ingår i släktet Sibine och familjen snigelspinnare. Inga underarter finns listade i Catalogue of Life.